# سوئیت پوته‌تو

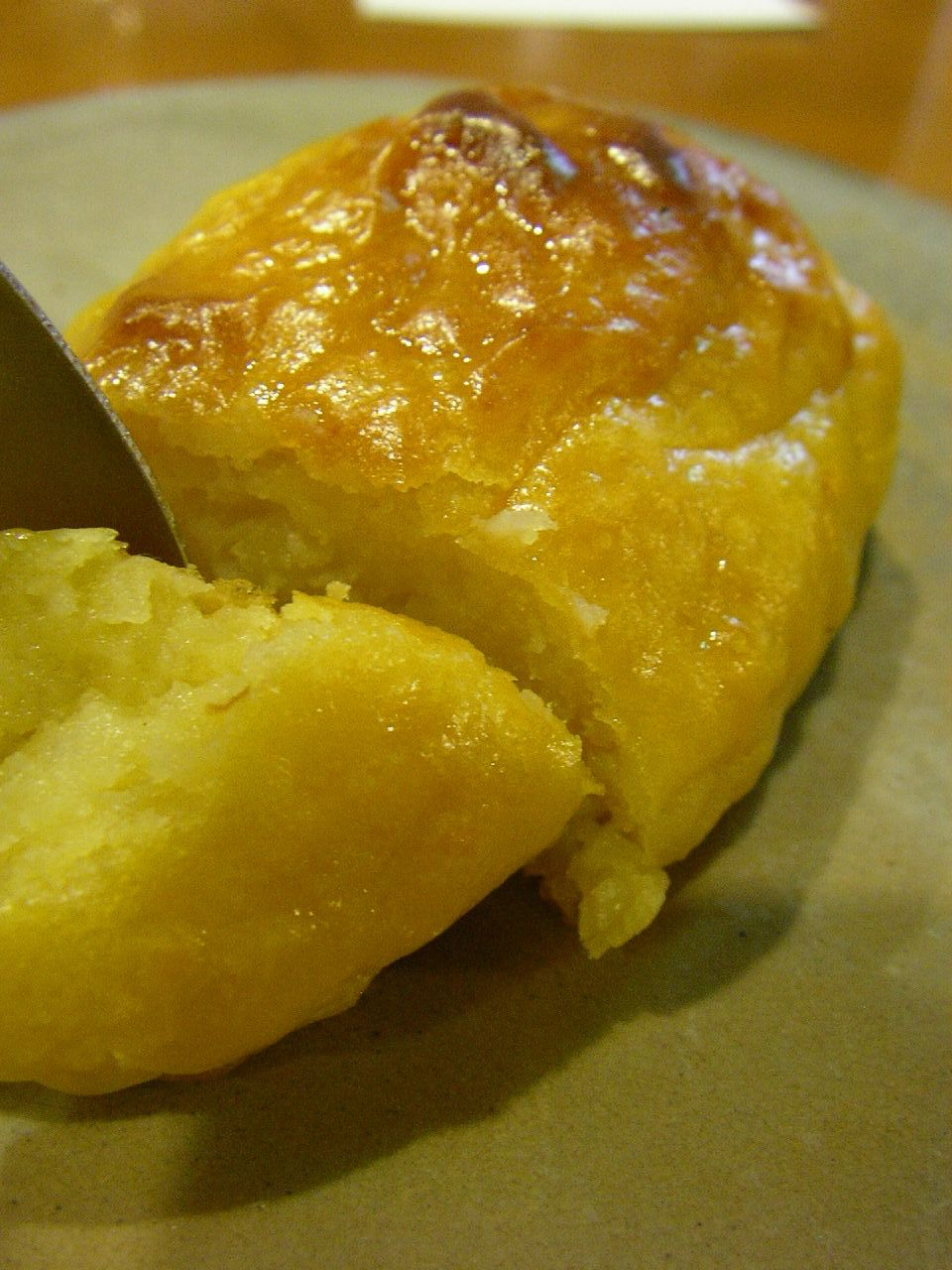

سوئیت پوته‌تو (به ژاپنی: スイートポテト sweet potato)، شیرینی سیب‌زمینی شیرین ، یک نوع شیرینی به سبک غربی است که منشأ آن ژاپن است و از سیب‌زمینی شیرین به عنوان ماده اصلی آن استفاده می‌کند. در زبان انگلیسی، "sweet potato" به خود سیب زمینی شیرین اشاره دارد. شیرینی سیب‌زمینی شیرین، یک شیرینی شناخته شده در ژاپن است که منشأ آن نیز ژاپن است، بنابراین در خارج از این کشور چندان محبوب نشده‌است. هیچ سابقه ای از فردی که آن را اختراع کرده‌است یا از کجا در ژاپن منشأ گرفته‌است وجود ندارد، بنابراین تاریخچه مشخص نیست.
انواع سیب زمینی شیرین که معمولاً استفاده می‌شود بسته به منطقه متفاوت است. طعم و ویژگی‌های سیب زمینی شیرین بسته به نوع سیب زمینی شیرین متفاوت است، بنابراین تفاوت‌های منطقه ای در طعم و ویژگی‌های سیب زمینی شیرین وجود دارد.